# Львівські старости
Львівські гродські старости, або генеральні руські старости (Руські генеральні старости, старости генеральні Русі, Руської землі) (лат. capitaneus terrarum Russiae generalis) — урядники Угорського та Польського королівств з резиденцією у місті Львові. Посада існувала у XIV—XVIII століттях.
Генеза уряду сягає середини XIV століття, коли його започаткував польський король Казимир III Великий, зайнявши південну частину Галицько-Волинського князівства (Королівства Русі) та перетворивши її на свій «руський домен». Первісно цей староста був вищим гродським урядником на всій території руських земель у складі Королівства Польського. Головною садибою був Львів, гродський суд розміщувався в Низькому замку. В останній чверті XIV століття уряд руського генерального старости був поєднаний з урядом львівського старости.
Протягом 1372—1387 років «руський домен» належав до Угорського королівства та управлявся спочатку призначеним намісником, «Божою милостю господарем і дідичем Руської землі», князем Владиславом Опольським (Опольчиком) (1372—1379), котрий призначав генеральних руських старостів; протягом 1379—1387 років руські старости призначалися безпосередньо угорськими королями. 1387 року була відновлена влада Королівства Польського над руськими землями.
Королівським намісником — генеральним старостою — від самого початку були найбільш довірені особи короля. З утворенням 1434 року Руського воєводства компетенція руського генерального старости обмежилася лише Львівським повітом Львівської землі. Тоді ж відбулося різке обмеження його прерогатив: генеральний староста був зведений до рангу земельного львівського старости; як і інші земельні старости, він втратив юрисдикцію щодо цивільних справ унаслідок поділу старостинського суду на гродський і земський. Земельні старости від 1434 року були гродськими, оскільки почали очолювати гродські суди.
Генеральний староста руський був першим королівським намісником на руських землях, за ним ішли генеральний подільський староста та староста белзький. Першим за престижністю та вершиною кар'єри був уряд руського воєводи, котрий часто поєднувався з урядом генерального руського старости.
Останній староста Ян Кіцький був позбавлений уряду 18 листопада 1772 внаслідок 1-го поділу Речі Посполитої.

## Список Руських генеральних (Львівських) старостів[6][7][8]

### Старости, призначеніКазимиром Великим
- Оттон з Піліці (1351)
- Абрагам з Баранува[pl] (1352)
- Оттон з Піліці (1352—1369)
- Ян Кміта з Вісьнича (1371—1375)

### Старости, призначені княземВладиславом Опольчиком
- Оттон з Піліці (1372)
- Петер Ґумпрехт (Ґумперт) (лат. Gumpartho)[9] (1372—1373)
- Віктор[pl] (1374—1375)
- Андріяшко (Андрашко, Андреяш) (1375—1378)
- Яшек Радло (1376—1378)
- Ґумпрехт (1379)

### Старости угорські
- Ян Одровонж зі Спрови (1379—1380)
- Анджей (1381)
- Ян (1382—1383)
- Емерик Бебек (1383—1385)
- Анджей (Андраш) (1386—1387)

### Старости з часів відновлення влади на Руссю Королівства Польського
- Ян з Тарнова (1387—1393)
- Ґнєевош з Далевиців[pl] (з Даневичів[10]) (1393)
- Ян з Тарнова (1394—1404)
- Флоріан з Коритниці[pl] (1407—1411)
- Іван (Іво) з Обехува, Ґолухова (1411—1421)
- Пйотр з Мельштина (1421)
- Спитек (Спитко) з Тарнова (1422—1425)
- Пйотр Влодкович із Харбіновиців, Оґродзенця (1425—1427)
- Ян Менжик із Домброви (1427—1431)
- Вінцентій Свідва з Шамотул (1431—1439)
- Пйотр Одровонж зі Спрови (1440)
- Рафал з Тарнова і Ярослава (1440—1441)
- Спитко з Тарнова (1441—1442)
- Пйотр Одровонж зі Спрови (1442—1450)
- Анджей Одровонж зі Спрови (1450—1465)
- Ян Одровонж зі Спрови (1465)
- Рафаїл Якуб Ярославський (1465—1479)
- Спитек (Спитко) з Ярослава (1479—1495)
- Анджей з Олесьниці (1496)
- Миколай з Тенчина (1497)
- Збіґнєв Тенчиньський (1497—1498)
- Миколай Креза з Боболиців (1498—1499)
- Пйотр Мишковський із Пшецишува, Мірува (1499—1501)
- Станіслав Ходецький з Ходча (1501—1529)
- Отто з Ходча (1529—1534)
- Станіслав Одровонж зі Спрови (1534—1537)
- Миколай Гербурт Одновський (1537—1555)
- Зиґмунт Ліґенза (1555—1558)
- Пйотр Бажий із Болозева (1558—1559)
- Миколай Гербурт (1570—1593)
- Єжи Мнішек (1593—1613)
- Станіслав Боніфацій Мнішек (1613—1644)
- Анджей Мнішек (1644—1648)
- Адам Геронім Сенявський (1648—1650)
- Анджей Мнішек (1650—1653)
- Ян Мнішек (1653—1676)
- Ян Цетнер (1676—1679)
- Миколай-Єронім Сенявський (1679—1683)
- Адам Миколай Сенявський (1684—1726)
- Стефан Потоцький (1726—1729)
- Йоахім Потоцький (1729—1754)
- Кароль Станіслав Радзивілл (1754—1762)
- Евстахій Потоцький (1762—1767)
- Антоній Потоцький (1767—1769)
- Ян Кіцький (1769—1772)